# Pennigsehl

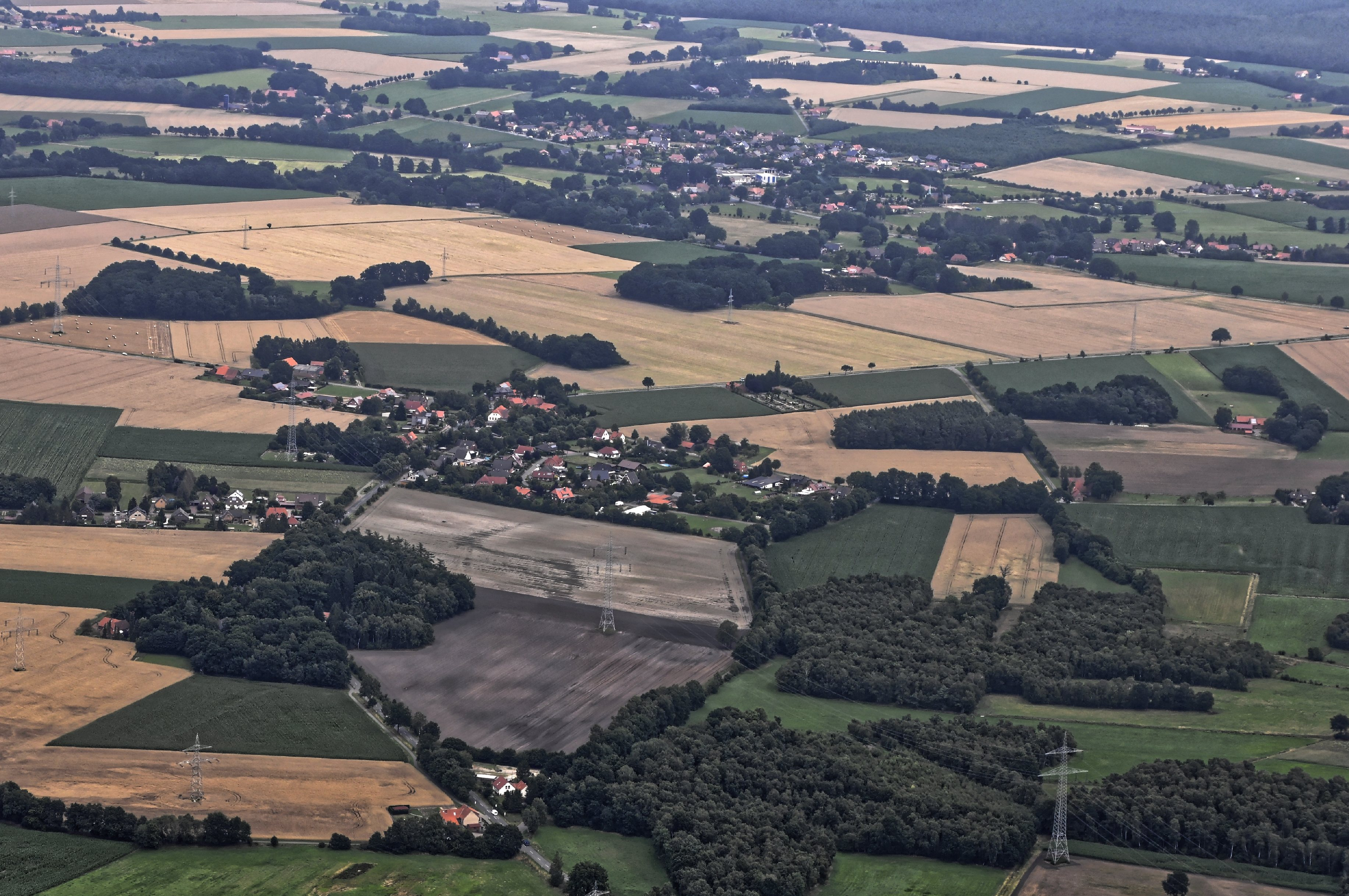
Pennigsehl von oben

Pennigsehl ist eine Gemeinde im Landkreis Nienburg/Weser in Niedersachsen. Die Gemeinde gehört der Samtgemeinde Weser-Aue an, die ihren Verwaltungssitz in der Gemeinde Marklohe hat.

## Geografie

### Lage
Pennigsehl liegt südlich der Bundesstraße 214 zwischen Nienburg/Weser und Sulingen.

### Gemeindegliederung
- Mainsche
- Hesterberg
- Pennigsehl

## Geschichte
Vorgeschichtliche Funde und Hügelgräber aus der Bronzezeit weisen auf eine Besiedlung etwa 1800–700 v. Chr. hin. Hesterberg wurde bereits 1039 in einer Urkunde erwähnt. Pennigsehl wird zum ersten Mal in einem Lehnsregister der Grafen von Hoya erwähnt, die um 1300 geschrieben wurde. Die erste urkundliche Erwähnung stammt aus dem Jahr 1358 aus einem Kaufvertrag zwischen den Edelherren von Mandelsloh und den Grafen von Hoya. Das Erbregister von 1583, das nach dem Aussterben der Hoyaer Grafen von ihren Erben, den Herzögen zu Braunschweig-Lüneburg, angelegt wurde, nennt 14 Höfe. Während des Dreißigjährigen Kriegs wurden mehrere Höfe zerstört und danach teilweise nicht wieder bewirtschaftet. Seit 1694 gibt es eine Schule in Pennigsehl. Hesterberg hat seit 1911 eine eigene Schule. Am 11. April 1945 wurde Pennigsehl von einer britischen Panzereinheit besetzt.
Seit 1992 gibt es eine Partnerschaft mit der Gemeinde Plötzkau in Sachsen-Anhalt.

## Eingemeindungen
Bis 1932 war das heutige Gemeindegebiet noch auf zwei Gemeinden und ebenso zwei Kreise aufgeteilt. Die Gemeinde Pennigsehl gehörte zum Kreis Nienburg und die Gemeinde Hesterberg zum Kreis Stolzenau. Danach gehörten die beiden ehemaligen Gemeinden zum neuen Landkreis Nienburg/Weser und ab 1968 zur neu gebildeten Samtgemeinde Liebenau, die 2021 in der Samtgemeinde Weser-Aue aufging.
Am 1. März 1974 schlossen sich die Gemeinden zur neuen Gemeinde Pennigsehl zusammen.

## Politik

### Gemeinderat
Der Gemeinderat aus Pennigsehl setzt sich aus elf Ratsfrauen und Ratsherren zusammen. Die Ratsmitglieder werden durch eine Kommunalwahl für jeweils fünf Jahre gewählt.
Bei der letzten Kommunalwahl 2021 ergab sich folgende Sitzverteilung:
- Gemeinsame Liste Penningsehl-Mainsche (GLPM): 11 Sitze

### Bürgermeister
In der Kommunalwahlperiode 2011–2016 fungierte Rainer Lesemann (SPD) als ehrenamtlicher Bürgermeister der Gemeinde Pennigsehl. 2016 wurde Rainer Lesemann für weitere 5 Jahre wiedergewählt. Am 24. November 2021 wurde Rainer Lesemann einstimmig vom Gemeinderat wiedergewählt.

### Wappen
Das Wappen der Gemeinde Pennigsehl enthält im unteren Teil im roten Berg eine goldene Heidesense, im oberen goldfarbenen Teil einen schwarzen Schafstall.